# Sophie Alour
Sophie Alour (Quimper, 1974. december 24. –) francia szaxofonos.

## Életpályája
Quimperben született, Franciaország nyugati részén. 13 éves korától klarinétozni tanult. Csak 19 évesen tért át a szaxofonra. Beállt  Christophe Dal Sasso együttesébe.
2004-ben nagy koncertje volt a bécsi dzsesszfesztivál nagy színpadán, ahol partnere volt Rhoda Scott, Arielle Besson és Julie Saury. Emlékezetes koncertje volt Wynton Marsalis big bandjével is.
2005-ben adta ki első albumát (Insulaire) főként saját kompozícióival, Hugo Lippi, Emmanuel Bex, Stéphane Belmondo gitárossal.

## Lemezei
- 2005: Insulaire
- 2007: Uncaged
- 2009: Opus 3
- 2011: La Géographie Des Rêves
- 2014: Shaker
- 2018: Time For Love
- 2020: Joy

## Díjai, elismerései
- 2007: Djangodor (ifjú tehetség kategória).[1]
- 2021: Lauréat du prix Django-Reinhardt

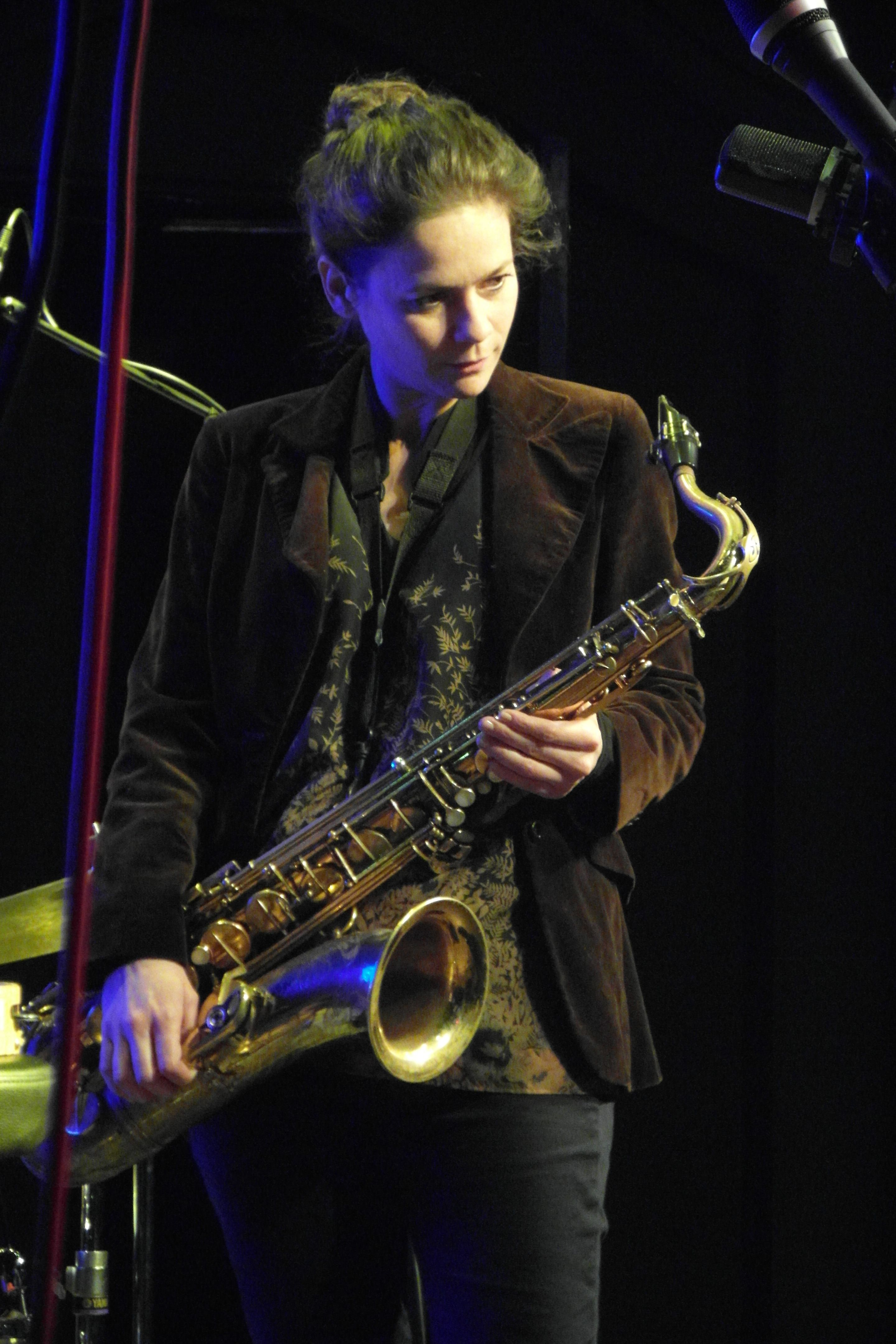